# جون إف. غور
جون إف. غور (بالإنجليزية: John F. Gore)‏ هو عسكري أمريكي، ولد في 27 مارس 1926 في نيو هيفن في الولايات المتحدة.